# Ryszard Strojnowski
Ryszard Strojnowski (ur. 26 sierpnia 1921 w Krzemieńcu, zm. 22 marca 1980 w Krakowie) – polski entomolog.

## Życiorys
W 1948 uzyskał tytuł inżyniera na Wydziale Rolno-Leśnym Uniwersytetu Jagiellońskiego, w 1954 ukończył studia w Wyższej Szkole Rolniczej w Krakowie, w 1962 obronił tam doktorat, a w 1968 został docentem. Od 1970 był wicedyrektorem Instytutu Ochrony Roślin Akademii Rolniczej w Krakowie, w latach 1970–1972 kierował Zawodowym Studium Zaocznym Wydziału Ogrodniczego AR, od 1972 był prodziekanem Wydziału Ogrodniczego AR. Ryszard Strojnowski był członkiem Zarządu Polskiego Stowarzyszenia Filmu Naukowego i Zespołu Problemowego Filmu Badawczego PAN, od 1948 do śmierci członek Polskiego Towarzystwa Entomologicznego. Zajmował się entomologią leśną i rolniczą, prowadził badania nad szkodnikami wtórnymi drzew i krzewów owocowych, bionomią mało znanych gatunków z rodzin Cerambycidae i Buprestidae. Zajmowały go owady minujące liście drzew owocowych, szkodniki roślin motylkowatych w południowej Polsce. Doprowadził do wyjaśnienia niskich plonów nasion komonicy i esparcety.
Dorobek naukowy obejmuje 33 publikacje, w tym 22 prace naukowe.  
Pochowany na cmentarzu Rakowickim (kwatera L, rząd 38, miejsce 14).

## Odznaczenia i nagrody
- Krzyż Kawalerski Orderu Odrodzenia Polski;
- Złoty Krzyż Zasługi;
- Srebrna Odznaka „Zasłużony dla Ziemi Częstochowskiej”;
- Nagroda Minister Nauki, Szkolnictwa Wyższego i Techniki.